# Juvêncio Martins

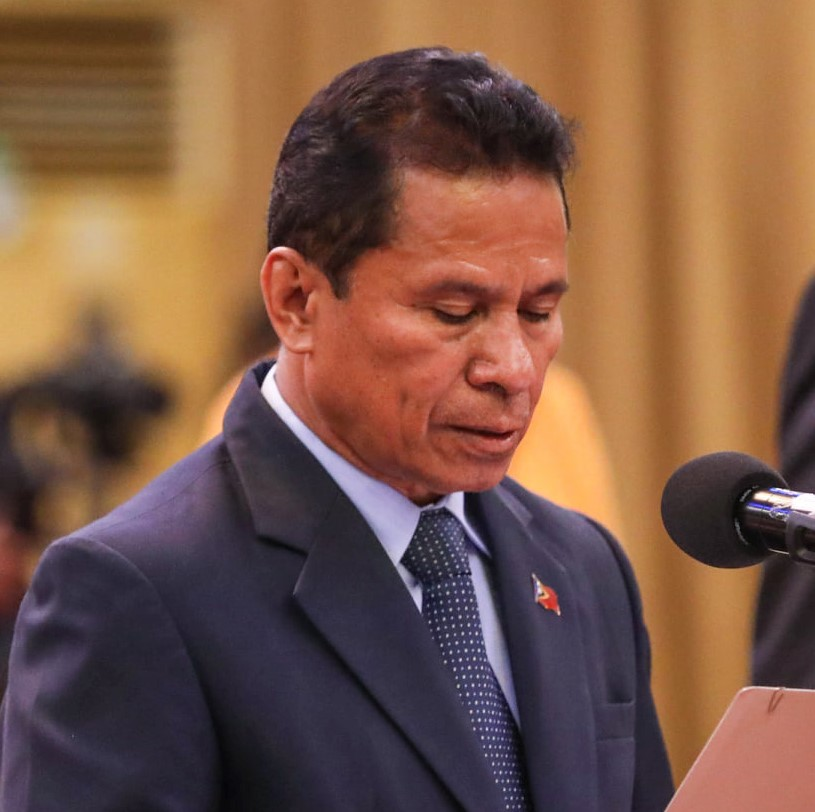
Juvêncio Martins (2021)

Juvêncio de Jesus Martins (* 1960 oder 1961) ist ein osttimoresischer Diplomat. Von 2012 bis 2017 war er Botschafter Osttimors auf den Philippinen. Seit 2021 ist er Botschafter in Thailand.

## Werdegang
Martins war einer der Mitglieder des Exekutivkomitees, das die Demonstration gegen die indonesische Besatzung organisierte, die 1991 im Santa-Cruz-Massaker endete. Martins wurde kurz darauf von den Indonesiern verhaftet und musste sechs Jahre im Gefängnis verbringen. An der Universitas Timor Timur schloss er ein Studium in Englisch ab. Später war Martins Assistent im Sekretariat des Conselho Nacional de Resistência Timorense (CNRT), der Dachorganisation der Unabhängigkeitsbewegung. Im April 1999 unterstellten sich 14 Jugend-Widerstandsorganisationen dem Presidium Juventude Lorico Ass'wain Timor Loro Sa'e des CNRT. Martins wurde Koordinator des Präsidiums.
In Vorbereitung auf die Unabhängigkeit Osttimors war Martins 2001 Junior Diplomat, 2003 dann Berater (Counsellor) an der Botschaft Osttimors in Indonesien. Zeitweise war Martins Ko-Direktor der Wahrheits- und Freundschaftskommission (CTF), in der Indonesien und Osttimor die Verbrechen von 1999 aufarbeiten wollten.
Von 2009 bis 2011 war Martins Botschafter Osttimors in Malaysia, Myanmar und Vietnam. Ihm folgte José António Amorim Dias als Botschafter in Malaysia und Myanmar, während Martins am 17. März 2011 im osttimoresischen Außenministerium kurzzeitig Generaldirektor für Außenbeziehungen wurde. Am 6. Juli 2012 wurde er von Präsident Taur Matan Ruak zum Botschafter Osttimors auf den Philippinen vereidigt. Die Akkreditierung fand am 20. Dezember 2012 statt.
2018 war Martins, zurück in Osttimor, Generaldirektor für Konsulares, Protokoll, Zeremonien und Medien im Außenministerium. Am 8. Oktober 2021 wurde er zum osttimoresischen Botschafter in Thailand vereidigt.